# サンテニャン＝グランリュー
サンテニャン＝グランリュー （Saint-Aignan-Grandlieu）は、フランス、ペイ・ド・ラ・ロワール地域圏、ロワール＝アトランティック県のコミューン。

## 地理

県におけるサンテニャン＝グランリューの位置

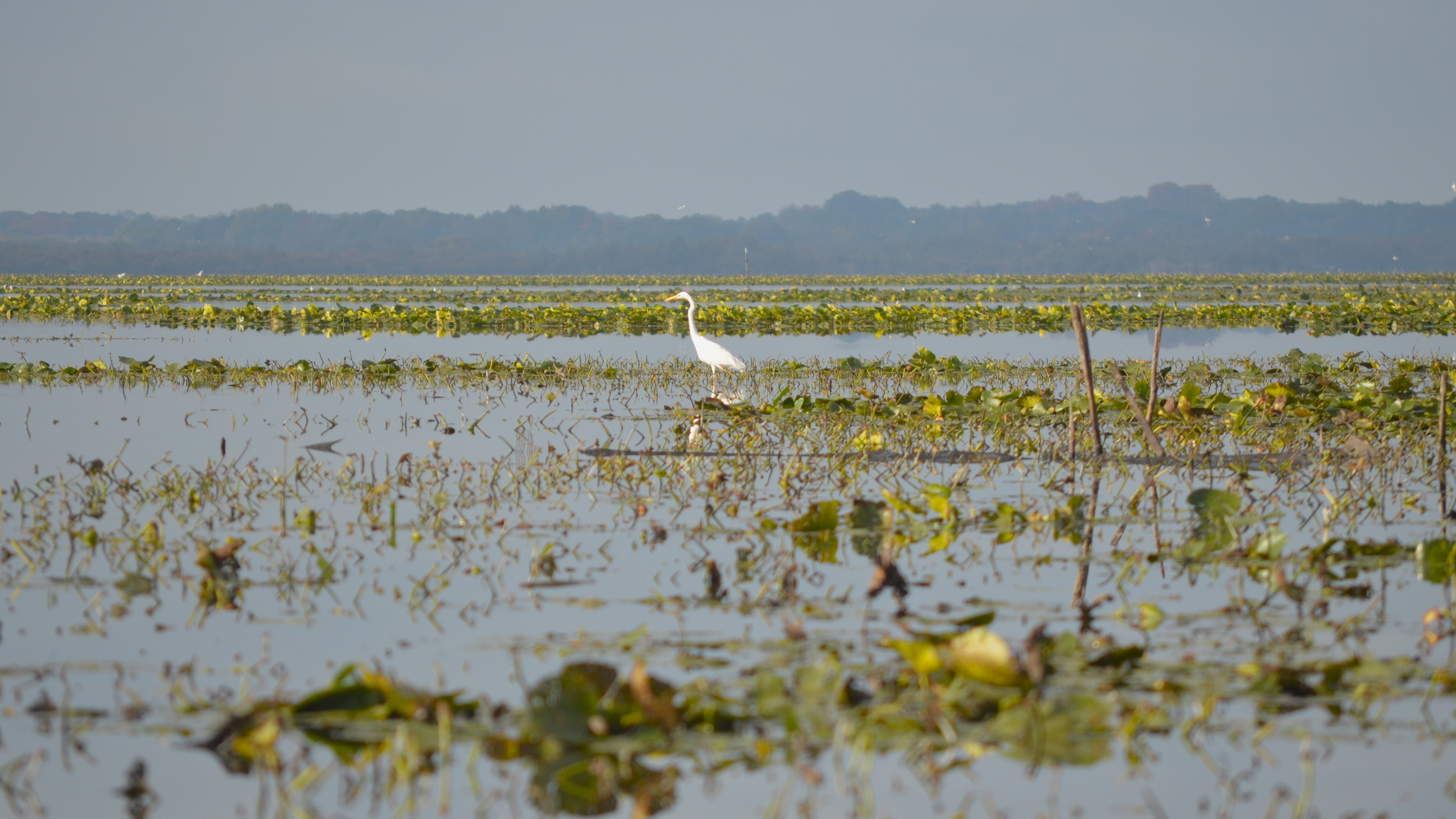
グラン・リュー湖

サンテニャン＝グランリューは歴史的なブルターニュの一部であり、伝統的な地域区分ではペイ・ド・レ、歴史的な地方区分ではペイ・ナンテに属している。グラン・リュー湖の北端にあり、ナントの南およそ10kmに位置する。
隣接するコミューンは、ブエ、サン＝フィルベール＝ド＝グラン＝リュー、ラ・シュヴロリエール、ポン＝サン＝マルタンである。
2010年にINSEEがまとめた順位表によると、サンテニャン＝グランリューは都市圏に含まれる都市型コミューンである。24のコミューンで構成される、ナントのバンリューからなる都市的地域の1つである。

## 由来
コミューンの公式名称はSaint-Aignan-Grandlieuであるが、多くの場合、地元でも全国的にもサンテニャン＝ド＝グラン＝リュー（Saint-Aignan-de-Grand-Lieu）という名称が用いられる。
サンテニャンとは、オルレアン司教であった聖エニャン（fr）のことである。グランリューとはグラン・リュー湖を指す。ガロ語ではSaent-Aenyan-Graund-Loe、ブルトン語ではSant-Enion-al-Lenn-Veurである。

## 歴史
936年、サンテニャンは、ブルターニュ公アラン2世とノルマン人との戦いの舞台となった。
中世、サンテニャンにはトロワ・マリーのシャプレニー（教会や教区に属さず、キリスト教のシャプレンが管轄する区）があった。トロワ・マリーとは、黄金伝説をきっかけに一般に崇敬がなされるようになった3人のマリア崇敬（マグダラのマリア、マリア・サロメ、マリア・ヤコベアの3人）に由来する。
普仏戦争さなかの1870年12月5日、郵便輸送を行う気球フランクラン号が、プロイセン軍に包囲されているパリのオルレアン駅（現在のオステルリッツ駅）から飛び立った。フランクラン号は403km飛行して、サンテニャンに到着した。

## 人口統計
| 1962年 | 1968年 | 1975年 | 1982年 | 1990年 | 1999年 | 2006年 | 2012年 |
| ------ | ------ | ------ | ------ | ------ | ------ | ------ | ------ |
| 1372   | 1357   | 1717   | 2489   | 3033   | 3478   | 3481   | 3590   |

source=1999年までLdh/EHESS/Cassini、2004年以降INSEE

## 経済
コミューンはD2A空港工業地帯を抱えている。そこには食品製造のティピアク社が本部をおき、日用食料品やパンの製造工場がある。
コミューンの北側をナント・アトランティック空港が占めており、滑走路、貨物エリア、管制塔、フランス気象局が含まれる。

## 伝承
グラン・リュー湖周囲の地域では、エルボージュの町の伝説がある。クリスマス・イヴになると、失われた村の教会の鐘が聞こえるという。

## 姉妹都市
- テュンゲルスハイム、ドイツ[5]